# جزيرة فرناندينيا
جزيرة فرناندينيا (المعروف سابقا باللغة الإنكليزية باسم جزيرة نربروج (Narbrough Island)) وهي ثالث أكبر جزيرة وأصغرهم سنا في جزر أرخبيل غالاباغوس، وتشكل الجزيرة بؤرة غالابغوس. والجزيرة هي عبارة عن بركان نشط وإنفجر في 11 أبريل 2009.
- في 14 فبراير 1825، في خليج البنوك، سجل الكابتن موريل بنيامين واحدة من أكبر الثورات في تاريخ غالاباغوس في بركان فرناندينا.فر من سفينته إلى بر الأمان وحفظ على حياته.
- جزيرة فرناندينا تبلغ مساحتها 642 كم2 وعلى ارتفاع 1467 متر مع قمة كالديرا 6,5 كم واسعة، وخضعت كالديرا لانهيار في عام 1968 ولم يبق إلا أجزاء منها وأحتلت بحيرة صغيرة بشكل متقطع كالديرا الشمالية.وكان آخرها في عام 1988.
- بسبب نشاطه البركاني الذي حدث مؤخرا، فإن هذه الجزيرة لاتقدم على الحياة النباتية ولها سطح صخري في الغالب. ويتخذ لزوار الجزيرة احتياطات لأسباب تتعلق بالسلامة كعدم بلوغ القمة النشطة،. بونتا اسبينوزا هو امتداد ضيق من الأراضي فيها مئات من الإغوانات البحرية التي تتجمع في مجموعات كبيرة على صخور الحمم البركانية السوداء.و غاق غالاباغوس يسكن هذه الجزيرة فضلا عن طيور البطريق والبجع وأسود البحر. ونلاحظ تدفق نوعين من الحمم، ويتكاثر في الجزيرة شجر المنغروف.

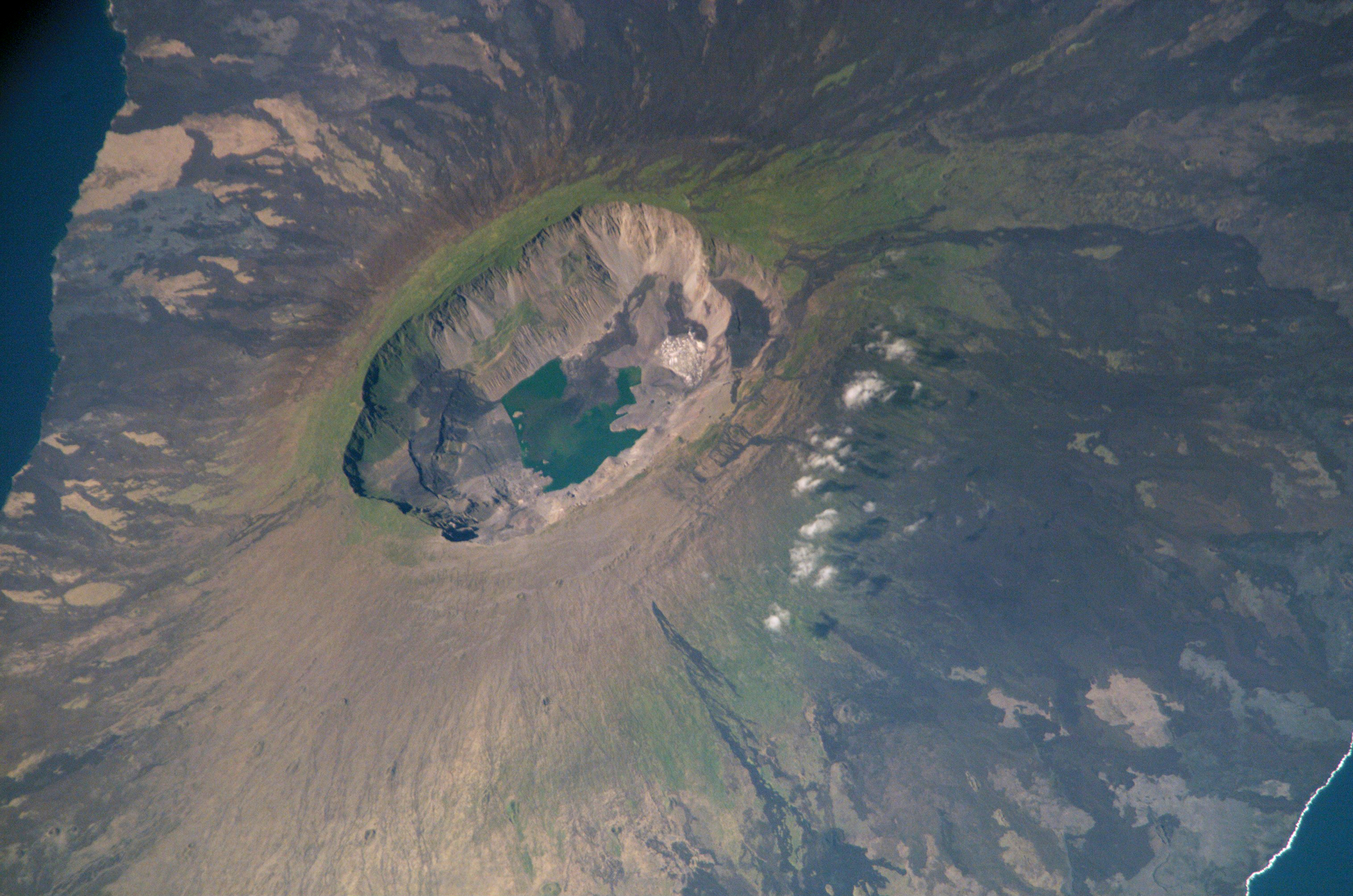
بركان الكامبور، ينظر إليه من محطة الفضاء الدولية، يوليو 2002
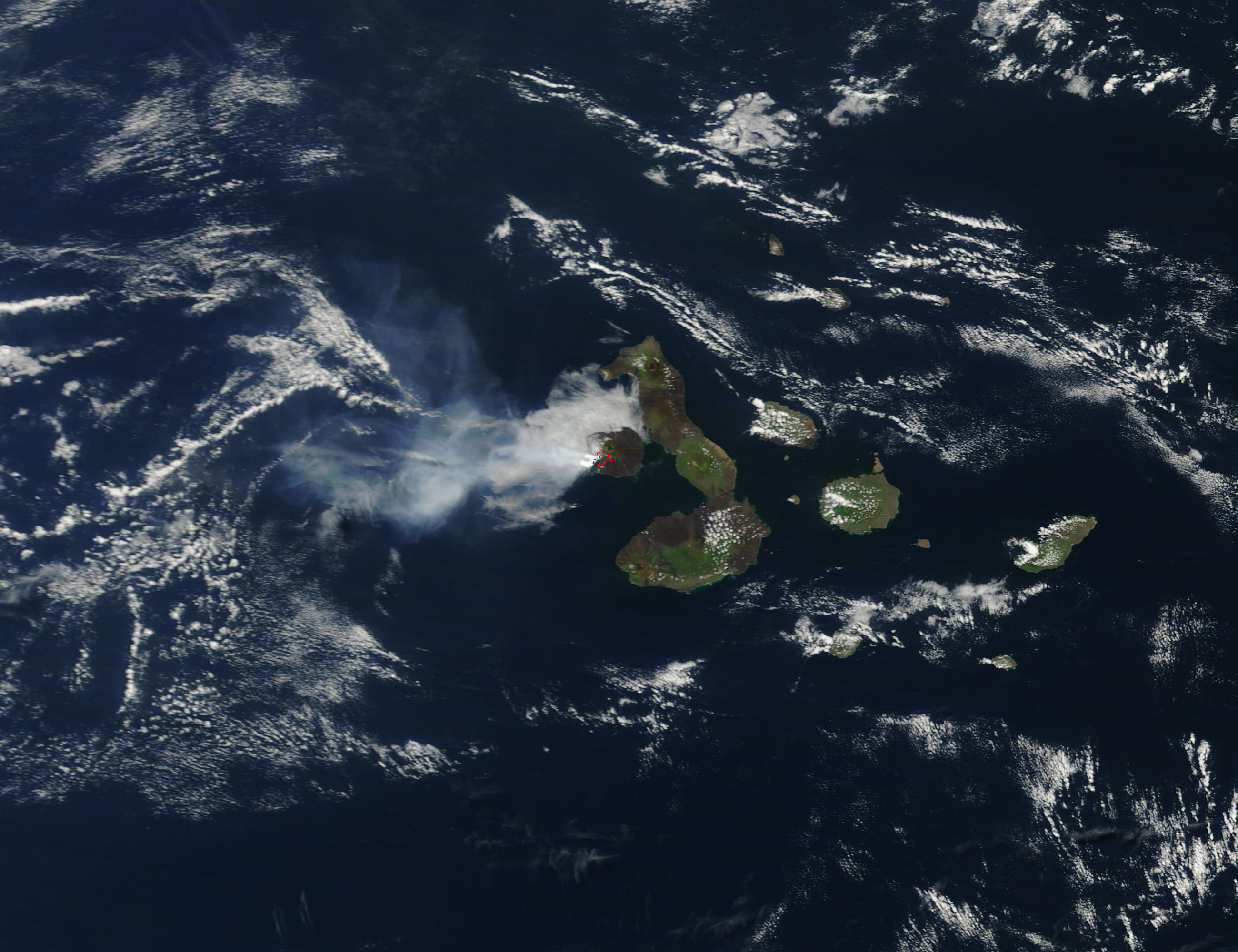
جزيرة فرناندينا خلال اندلاع البركان 11 أبريل 2009 كما يرى من الفضاء. جزيرة إيزابيلا يمكن أيضا أن ينظر إلى الشرق (يمين)